# کردی جنوبی
کردی جنوبی (به کردی: کوردی خوارین) به گونه‌هایی از زبان‌های کُردی گفته می‌شود که در استان‌های کرمانشاه، ایلام، همدان(در اسدآباد)، کردستان (در بیجار و قروه) و شرق کشور عراق رواج دارد و برخی ویژگی‌های آوایی، واژگانی و ساختاری آنها را از گویش‌های کُردی مرکزی و کُردی شمالی متمایز می‌کند. «کردی جنوبی» که در گذشته به کردی کلهری شناخته می‌شد خود لهجه‌های مختلفی را در برمی‌گیرد. گویش‌های اصلی کردی جنوبی شامل کردی کلهری، کردی کرمانشاهی، کردی گروسی، کردی زنگنه‌ای، کردی چمچمالی، کردی سنجابی، کردی کردلی، کردی مایانی، کردی فِیلی (ایلامی)، لکی و... می‌باشند که در منطقه کردستان به آنها تکلم می‌کنند. هر چند که در مورد لکی اختلاف نظر وجود دارد و برخی آن را جدا از زبان‌های کردی و کردی جنوبی طبقه‌بندی کرده‌اند.
کردی جنوبی در ایران زبان اکثر کردهای استان‌های کرمانشاه، ایلام، شرق کردستان و غرب همدان است. در عراق نیز کردی جنوبی زبان کردهای ساکن استان‌های دیاله، واسط و بغداد است. کردی جنوبی در برخی از شهرهای شرق کردستان عراق نظیر خانقین، مندلی، جلولا، کلار و... تکلم می‌شود.

## نامگذاری
اگرچه گاهی برای اشاره به همۀ این گویش‌ها از عنوان کردی کرماشانی و کردی کلهری نیز استفاده می‌شود، اما کردی جنوبی نامی است که برخی زبان‌شناسان در سال‌های اخیر برای اشاره به گروهی از گویش‌ها در غرب ایران و شرق عراق انتخاب کرده‌اند. به گفته این زبان‌شناسان، خود گویشوران این گویش‌ها از این نام زبان‌شناختی استفاده نکرده و ممکن است با آن بیگانه باشند. گویشوران این دسته از گویش‌ها برای اشاره به گویش خود از نام‌هایی مانند «فیلی»، «گروسی»، «کرماشانی»، یا «کلهری» استفاده می‌کنند.

## برخی نظریات پیرامون کردی جنوبی
دیوید نیل مکنزی زبان‌شناس به هنگام پژوهش بر روی گویش‌های مختلف منطقۀ جنوب کردستان ایران، لهجه‌های گوناگون این منطقه همچون «هورامی، کندوله‌ای، کرماشانی و ...» را «پرشمار و جدا از یگدیگر» دانست، اما آن‌ها را زیر نام کلی «لهجه‌های جنوبی کردی» طبقه‌بندی کرد. گ. ب. آکوپف معتقد است که مکنزی به تفاوت میان لهجه، گویش و شیوۀ سخن توجه نمی‌کند و علاوه بر آن نسبت به پژوهش‌های بسیاری که قبل از او توسط زبان‌شناسان و کردشناسانی همچون گ. هورنله، رودیگر و پت دربارۀ «روندهای وحدت زبانی مردم جنوب کردستان» انجام شده بی‌تفاوت بوده‌است. همچنین باید اشاره کرد که مکنزی علیرغم این اظهار نظر دربارۀ جدایی‌های میان گویش‌های جنوب کردستان، آن‌ها را ذیل مفهوم «گویش گورانی» وحدت می‌دهد و گویش‌های جنوبی کردی را به گورانی منسوب می‌کند که در ادبیات نوشتاری کردی گورانی استوار شده‌است.
پ. لرخ با جمع‌بندی دیدگاه‌های پژوهشگران پیش از خود که به پژوهش بر روی گویش‌های منطقۀ جنوب کردستان پرداخته‌اند، یادآور می‌شود که گویش‌های شمالی و جنوبی کردی با یکدیگر تفاوت دارند، و علاوه بر آن هریک در حوزۀ رواج خود به بخش‌های محلی تقسیم شده و لهجه‌هایی را شکل می‌دهند که «بخش‌ها و شاخه‌های آن‌ها خویشاوندی نزدیکی با یکدیگر دارند» و «قبیله‌هایی که به بخش‌ها و شاخه‌های گوناگون یک گویش سخن می‌گویند، به آسانی یکدیگر را می‌فهمند».

## گویش‌ها و لهجه‌ها
گویش‌ها و لهجه‌های زبان کردی جنوبی عبارتند از:
- گویش فیلی (ایلامی):[۱۰]
  - لهجه ملکشاهی
  - لهجه دهبالایی (ایلامی)
  - لهجه چرداولی
  - لهجه خزلی
  - لهجه بدره‌ای
  - لهجه ارکوازی-بولی(هزاره)
  - لهجه شیروانی
  - لهجه ریکایی
  - لهجه شوهان
  - لهجه میشخاصی
  - لهجه صالح آبادی
  - لهجه خانقینی
  - لهجه مندالی
  - لهجه زرباطی
  - لهجه ورمزیاری
  - لهجه مهرانی
  - لهجه دوشیخی
  - لهجه کپرات
- گویش کُردَلی:[۱۱]
  - لهجه آبدانانی
  - لهجه دهلرانی
  - لهجه دره‌شهری
- گویش گروسی:[۱۲]
  - لهجه بیجاری
- گویش قروه‌ای[۱۳][۱۴]
- گویش صحنه‌ای[۱۵]
- گویش کلهری:[۱۰]
  - لهجه گیه‌لانی
  - لهجه شابادی
  - لهجه ایوانی
  - لهجه سرپل‌ذهاوی
- گویش قصری-کرماشانی:[۱۰]
  - لهجه کرماشانی
  - لهجه گرم‌آبسردی
  - لهجه قصر شیرینی
- گویش زنگنه‌ای[۱۶]
  - لهجه هرسمی[۱۰]
- گویش سنجابی[۱۰]
- گویش دینوری (مایانی)[۱۵]
- گویش بیلواری[۱۷]
- گویش کرندی[۱۸]
- گویش شیخ‌ بزینی[۱۹]
- گویش عبدویی[۲۰]
- گویش کرونی[۲۱]
- گویش چمچمالی[۱۰]
- زبان لکی (در مورد زبان لکی اختلاف نظر وجود دارد.)

## واج‌شناسی
آواشناسی و واج‌شناسی گویش های کردی از هر گویش به گویش دیگر فرق می‌کند؛ این رویداد بیشتر در گویش‌های کشورهای مختلف دیده می‌شود، ولی درباره‌ی کردی جنوبی صدق نمی‌کند. برای مثال گویشوران کردی جنوبی در عراق که بیشتر در استان های دیاله و واسط زندگی می‌کنند، به‌علت پیوندهای عمیقی که با مردم شهرهای مرزی استان کرمانشاه(کرماشان) و استان ایلام دارند، زبانشان با زبان سایر کردهای حوزه زبانی جنوبی که در ایران زندگی می‌کنند تفاوتی ندارد. پیوندهایی که بین کردهای حوزە زبانی جنوبی ایران و کردهای حوزه زبانی جنوبی عراق وجود دارد بیشتر نسبت‌های خویشاوندی است.
نمادهایی که الفبای آوانگاری بین‌المللی برای نگارش اصوات زبان کردی جنوبی به‌کار می‌رود در مطلب ذیل آمده‌است.

### همخوان‌ها
|          |                | لبی | لثوی | لثوی | کامی | کامی | نرم‌کامی | نرم‌کامی | ملازی | ملازی | حلقی | چاکنای‌ای |
| ساده     | اطباق          | لبی | ساده | شفوی | ساده | شفوی | ساده    | شفوی    |       |       | حلقی | چاکنای‌ای |
| -------- | -------------- | --- | ---- | ---- | ---- | ---- | ------- | ------- | ----- | ----- | ---- | -------- |
| خیشومی   | خیشومی         | m   | n    |      | ɲ    |      | ŋ       |         |       |       |      |          |
| انسدادی  | بی‌واک تنفسی    | pʰ  | tʰ   |      | t͡ʃʰ  |      | kʰ      |         | qʰ    |       |      |          |
| انسدادی  | بی‌واک غیرتنفسی | p   | t    |      | t͡ʃ   |      | k       | kʷ      | q     | qʷ    |      | (ʔ)      |
| انسدادی  | واک‌دار         | b   | d    |      | d͡ʒ   |      | g       | ɡʷ      |       |       |      |          |
| سایشی    | بی‌واک          | f   | s    | sˠ   | ʃ    |      | x       | xʷ      |       |       | (ħ)  | h        |
| سایشی    | واک‌دار         | v   | z    | zˠ   | ʒ    |      | (ɣ)     | (ɣʷ)    |       |       | (ʕ)  |          |
| ناسوده   | ناسوده         |     | l    | ɫ    | j    | ɥ    |         | w       |       |       |      |          |
| «ر» گونه | «ر» گونه       |     | ɾ    |      | r    |      |         |         |       |       |      |          |

- در زبان‌های کردی، واج‌های /kʷ/ و /gʷ/ وجود دارند که بازمانده از زبان نیاهندواروپایی هستند.
- /ɲ/ در کردی برابر با گروه‌واژه‌ی «gn» در زبان‌های فرانسوی و ایتالیایی است. این واج در زبان اسپانیایی هم موجود است ولی حرف مشخصی برایش نیست. واج /ɲ/ در یازده تا نوزده کلمه از زبان کردی جنوبی وجود دارد.
- در صورتی که تکیه بر روی همخوان بی‌واک انسدادی باشد، تنفسی می‌شود، در غیر این صورت، غیرتنفسی تلفظ می‌شود.

#### استثنائات
- اگر /d/ پس از یک واکه بیاید، به‌صورت /ð̞/ تلفظ می‌شود.
- اگر آواهای /k/ و /g/ بعد از واکه‌های /ɨ/، /ɛ/، /iː/، و /eː/ تلفظ بشوند، آوایشان به‌ترتیب به‌صورت‌های /c/ و /ɟ/ در می‌آید.
- /ħ، ɣ، ʕ/ غیربومی هستند و /ħ، ɣ/ به‌ترتیب /h، x/ هم تلفظ می‌شوند. /ʕ/ نیز فقط در وام‌واژه‌های عربی وجود دارد.

### واکه‌ها
|           | جلویی | مرکزی | پشتی |
| --------- | ----- | ----- | ---- |
| بسته      |       | ɨ     | ʊ    |
| بسته‌میانی |       |       | o    |
| بازمیانی  | ɛ     |       |      |
| باز       | a     |       |      |

| جلویی‌شونده | پشتی‌شونده |
| ---------- | --------- |
| o:j        | əw        |
| ɑ:j        | ɑ:w       |
| ɛj         | ɛw        |
| ɑ:ɥ        | :ɥɑ       |
| u:j        |           |
| ʉ:ɥ        |           |
| ɛɥ         |           |

|           | جلویی | جلویی  | مرکزی  | مرکزی | پشتی |
| غیرگرد    | فشرده | غیرگرد | گردشده |       | پشتی |
| --------- | ----- | ------ | ------ | ----- | ---- |
| بسته      | iː    |        |        | ʉː    | uː   |
| بسته‌میانی | eː    | øː     |        |       | oː   |
| باز       |       |        | ɑː     |       |      |

## دیاسپورای کردی جنوبی
در برخی دیگر از نقاط ایران نیز گروه‌های کرد زبانی وجود دارند که به لهجه های کردی جنوبی سخن می‌گویند. برای نمونه می‌توان به کردهای عبدویی، دوانی و شبانکاره در استان فارس اشاره کرد. علاوه بر این در مازندران، قزوین، دماوند، قم و کرمان نیز گویشوران کردی جنوبی زندگی می‌کنند. برخی از این کردها حتی دارای لهجه ویژهٔ خود هستند. به‌عنوان مثال، کردهای فارس به لهجه‌هایی همچون کرونی و عبدویی سخن می‌گویند که همگی جزوی از لهجه‌های کردی جنوبی هستند.

## ارتباط با گویش‌های زبان لری
زبان لری خود زبانی از گویش‌های ایرانی جنوب غربی است. این زبان خود به سه دسته لری شمالی و بختیاری و جنوبی تقسیم می‌شود. ویژگی‌های زبان لری نشان می‌دهد هر چه از سوی میانه زاگرس به جنوب و کناره‌های خلیج فارس حرکت کنیم گویشوران لر به زبان فارسی بیشتر نزدیک می‌شوند و هر چه به سمت زاگرس میانی و شمالی و به‌طور خاص مناطق کرد زبان حرکت کنیم واژه‌ها و شباهت‌های واجی بیشتری میان گویش‌وران لر و گویش‌وران کرد خواهیم داشت. در بخش شمال غربی لرستان و مناطق مجاور کرمانشاه، جمعیت قابل توجهی (حدود ۸۰۰۰۰ نفر) که خود را از نظر قومی لر می‌دانند، به لکی صحبت می‌کنند، زبانی که بسیاری از ویژگی‌های منطقه‌ای آن با لری شمالی مشترک است اما ارتباط نزدیک‌تری با کردی دارد این گویش با کردی به عنوان همسایگان قدیمی در عین تفاوت دارای قرابت‌های زبانی بسیاری است. ۷۸درصد واژگان میان لری خرم‌آبادی و  لکی مشترک هستند.
پرویز ناتل خانلری دسته‌بندی متفاوتی را دربارهٔ گویش‌های کردی ارائه می‌دهد. نام کردی عاده به زبان مردمی گفته می‌شود که در سرزمین کوهستانی واقع در مغرب فلات ایران زندگی می‌کنند. زبان یا گویش کردی همه این نواحی یکسان نیست. اما زبانی که کردی خوانده می‌شود شامل گویش‌های متعددی است که هنوز با همه مطالعاتی که انجام گرفته دربارهٔ ساختمان و روابط آن‌ها با یکدیگر تحقیق دقیق و قطعی به عمل نیامده‌است. بر حسب عادت این گویش‌ها را به دو گروه اصلی تقسیم می‌کنند: یکی کرمانجی که خود به دو شعبه تقسیم می‌شود: شعبه شرقی یا سورانی در اربیل، سلیمانیه، سنندج و مهاباد.

## سامانه نوشتاری
کردی جنوبی را با سایر الفباهایی که برای نوشتار کردی به‌کار می‌روند می‌توان نوشت. البته در کردی جنوبی واج‌های دیگری وجود دارند که در سایر دسته‌بندی‌های زبان کردی یافت نمی‌شوند. کردی جنوبی را اغلب با سه الفبای زیر می‌نویسند:
| آوا  | لاتین بین‌المللی | لاتین یه‌کگرتوو | آرامی |
| ---- | --------------- | -------------- | ----- |
| [a]  | —               | —              | ه     |
| [ɑː] | A a             | A a            | ا     |
| [b]  | B b             | B b            | ب     |
| [d]  | D d             | D d            | د     |
| [dʒ] | C c             | J j            | ج     |
| [ɛ]  | E e             | E e            | ه     |
| [eː] | Ê ê             | É é            | ێ     |
| [f]  | F f             | F f            | ف     |
| [g]  | G g             | G g            | گ     |
| [h]  | H h             | H h            | ه     |
| [ɥ]  | Ü ü             | Ù ù            | ۊ     |
| [ɨ]  | I i             | I i            | ی     |
| [iː] | Î î             | Í í            | ی     |
| [j]  | Y y             | Y y            | ی     |
| [k]  | K k             | K k            | ک     |
| [l]  | L l             | L l            | ل     |
| [ɫ]  | Ł ł             | ll             | ڵ     |
| [m]  | M m             | M m            | م     |
| [n]  | N n             | N n            | ن     |
| [ɲ]  | N n             | N n            | ن     |
| [ŋ]  | Ň ň             | ng             | ڳ     |
| [o]  | —               | —              | —     |
| [oː] | O o             | O o            | ۆ‎     |
| [øː] | —               | —              | —     |
| [p]  | P p             | P p            | پ     |
| [q]  | Q q             | Q q            | ق     |
| [ɾ]  | R r             | R r            | ر     |
| [r]  | Ř ř             | rr             | ڕ‎     |
| [s]  | S s             | S s            | س     |
| [ʃ]  | Ş ş             | sh             | ش     |
| [t]  | T t             | T t            | ت     |
| [tʃ] | Ç ç             | C c            | چ     |
| [ʊ]  | U u             | U u            | و     |
| [uː] | Û û             | Ú ú            | وو    |
| [ʉː] | Ü ü             | Ù ù            | ۊ     |
| [v]  | V v             | V v            | ڤ     |
| [w]  | W w             | W w            | و     |
| [x]  | X x             | X x            | خ     |
| [z]  | Z z             | Z z            | ز     |
| [ʒ]  | J j             | jh             | ژ     |

## مقایسۀ گویشی کردی با زازاکی و گورانی
|  | کردی مرکزی(سورانی)  | کردی شمالی(کرمانجی)    |  | زبان زازاکی             | زبان گورانی           | کردی جنوبی          | فارسی                     |
|  | ------------------- | ---------------------- |  | ----------------------- | --------------------- | ------------------- | ------------------------- |
|  | من، ئه‌من            | ئه‌ز(فاعلی)، من(مفعولی) |  | اَزْ (فاعلی)، میِ (مفعولی) | ئه‌من، من              | مه                  | من                        |
|  | تۆ، ئه‌تۆ، ئه‌تو      | تو، ته                 |  | تِی، تو                  | تۆ، ئه‌تۆ، تو          | ت، ته، تو           | تو                        |
|  | من/ئه‌من ئه‌که‌م/ده‌که‌م | ئه‌ز دکم                |  | از کَنا، از کَنان         | ئه‌من/من که‌روو/مه‌که‌روو | مه که م             | من می کنم، من انجام می‌دهم |
|  | من/ئه‌من ئه‌چم/ده‌چم   | ئه‌ز دچم                |  | از شِنا، از شُنان         | ئه‌من، من لوو/مه‌لوو    | مه چم               | من میروم                  |
|  | زۆر، فره            | پڕ، زاف                |  | زاف، وشی، زیده، خَلی     | زۆر/فرا               | فره، فریه           | زیاد، بسیار               |
|  | وت                  | گۆت، *بێت              |  | وات، وا                 | ڤات/وات               | وت                  | گفت                       |
|  | ئێستا، هه‌نووکه      | نها، نکا               |  | ناوْ، اینکا، انگا، نیکا  | ئیسه                  | ئیرنگه،ئه لان، ئیسه | الان، اکنون               |
|  | هات-                | هات-                   |  | آمه-, اومه-             | ئامه-                 | هات                 | آمد                       |
|  | ده‌نگ، بانگ          | ده‌نگ                   |  | ونگ                     | ده‌نگ                  | ده‌نگ                | صدا                       |
|  | گه‌وره               | گر، مه‌زن               |  | پیل، گرد، گرس           | گه‌وره                 | گه‌ورا، گه‌پ، مه‌زن    | بزرگ                      |
|  | با                  | با                     |  | وا                      | ڤا/وا                 | وا                  | باد                       |
|  | باران، وه‌رشت        | باران                  |  | وارش، وارتش، وارت، یاغَرْ | واران                 | واران               | باران                     |
|  | خراپ                | خراو                   |  | خراب                    | خراب                  | خراو                | خراب                      |